# 1945 في سوريا
فيما يلي قوائم الأحداث التي وقعت خلال عام 1945 في سوريا.مصدر ciciai.com

## سياسة

### تعيين في المنصب
- 1 أكتوبر – سعد الله الجابري رئيس وزراء سوريا.

## مواليد

### يناير
- 1 يناير – عابد عازرية مغني سوري.
- 1 يناير – محمد الجيلاتي
- 1 يناير – محمد ملص مخرج أفلام سوري.
- 1 يناير – منذر الكسار
- 5 يناير – مروان عرفات
- 9 يناير – ليفون تير-بيتروسيان
- 19 يناير – إغراء ممثلة سورية.

### فبراير
- 11 فبراير – برهان غليون

## وفيات

### أكتوبر
- 20 أكتوبر – بولس سباط (مواليد 1887) كهنوت سوري.

تصنيف:سوريا في القرن 20
تصنيف:سوريا في عقد 1950